# 学校法人武陽学園
学校法人武陽学園（がっこうほうじんぶようがくえん）とは、埼玉県新座市に本部をおく学校法人。西武台新座中学校・西武台高等学校の設置者。

## 概観
1981年に西武台高等学校を開校。1986年には同法人により系列校である武陽学園高等学校（現：西武台千葉中学校・高等学校）が開校したが、2008年に学校法人千葉武陽学園を設立し、経営を分離している。2012年に西武台新座中学校を開校した。
堤康次郎が創業した西武グループとは資本・人的に一切関係ない。

## 沿革
- 1980年（昭和55年）学校法人武陽学園設立認可
- 1981年（昭和56年）西武台高等学校開校
- 1986年（昭和61年）武陽学園高等学校（現：西武台千葉中学校・高等学校）開校
- 2008年（平成20年）学校法人千葉武陽学園を設立し、西武台千葉中学校・高等学校の経営を分離
- 2012年（平成24年）西武台新座中学校を開校。中高一貫校体制となる。

## 施設
- 中学校校舎
- 第一校舎・第二校舎
- 武陽記念館
- 体育館
- こぶし館（1階はスクールバス発着所）
- 生徒会館
- 会議棟
- 校内グラウンド

第二グラウンド
校内のグラウンドは野球部などが使用するため、サッカー部は校内ではなく、外部の第二グラウンドを使用している。場所は新座市大和田3-10-20で、学校からは徒歩で約15分かかり、最寄り駅のJR武蔵野線「新座駅」からは、徒歩で約20分かかる。